# Pravda - chorošo, a sščast'e lučše
Pravda - chorošo, a sščast'e lučše (Правда — хорошо, а счастье лучше) è un film del 1951 diretto da Sergej Petrovič Alekseev.